# Pygopleurus pseudomedius
Pygopleurus pseudomedius es una especie de coleóptero de la familia Glaphyridae.

## Distribución geográfica
Habita en Turquía.